# Laura Rosel
Laura Rosel (Sabadell, Barcelona, España, 12/12/1980) es una periodista y presentadora de radio y televisión española. Estudió Periodismo y Ciencias políticas en la Universidad Autónoma de Barcelona. Fue editora de informativos en Ràdio Sabadell desde 2003 hasta 2007. En abril de 2007 entró en RAC1 como editora y presentó diversos programas. En verano de 2015 presentó el programa de fin de semana Via lliure de RAC 1. El 10 de enero de 2018 se anunció que sería la nueva presentadora del programa de TV3 Preguntes freqüents. Un año más tarde, el 7 de enero de 2019, se anunció que la productora El Terrat prescindía de ella como presentadora y como codirectora del programa. En marzo de 2019 fichó por el diario Ara para hacer entrevistas quincenales. Desde noviembre de 2019, además de presentar el programa Catalunya vespre, en Catalunya Ràdio, dirige el sello editorial Ara Llibres.